# Julio Talaviña
Julio Talaviña Quispe (Lima, 27 de mayo de 1989) es un futbolista peruano. Juega de delantero y su equipo actual es Racing de Huamachuco que participa en la Copa Perú. Tiene 35 años.

## Clubes
| Club                     | País | Año         |
| ------------------------ | ---- | ----------- |
| Cienciano Junior         | Perú | 2006 - 2009 |
| Cienciano                | Perú | 2009        |
| Juan Aurich              | Perú | 2010        |
| Alianza Atlético         | Perú | 2010        |
| Juan Aurich              | Perú | 2011        |
| Inti Gas                 | Perú | 2011        |
| José Olaya de Sechura    | Perú | 2012        |
| Willy Serrato            | Perú | 2013        |
| Real Garcilaso           | Perú | 2014        |
| Willy Serrato            | Perú | 2014        |
| Unión Juventud           | Perú | 2015        |
| Comerciantes Unidos      | Perú | 2015        |
| Juan Aurich (Chongoyape) | Perú | 2016        |
| Molino El Pirata         | Perú | 2016        |
| Somos Olímpico           | Perú | 2017 - 2018 |
| Juventud Panana          | Perú | 2019        |
| Racing de Huamachuco     | Perú | 2021 -      |